# Comparació de targetes de memòria
Aquesta taula resumeix una comparació entre diverses targetes de memòria flaix, actualitzat fins al 2007.
| Familia de targetes | Organitzacions estàndards   | Varietats  | Data    | Fotografia            | Principals característiques                                                                   |
| ------------------- | --------------------------- | ---------- | ------- | --------------------- | --------------------------------------------------------------------------------------------- |
| CompactFlash        | SanDisk                     | I          | 1994    |                       | Thinner (3.3 mm)                                                                              |
| CompactFlash        | SanDisk                     | II         | 1994    | Thicker (5 mm)        |                                                                                               |
| SmartMedia          | Toshiba                     |            | 1995    | Smartmedia            | Very thin (0.76 mm)                                                                           |
| MMC                 | Siemens AG, SanDisk         | MMC        | 1997    | MMC                   | -                                                                                             |
| MMC                 | Siemens AG, SanDisk         | RS-MMC     | 2003    | RS-MMC                | Mida compacta                                                                                 |
| MMC                 | Siemens AG, SanDisk         | MMCmobile  | 2005    |                       | Mida compacta, voltatge dual, més ràpida, DRM opcional                                        |
| MMC                 | Siemens AG, SanDisk         | MMCplus    | 2005    | MMCplus               | Més ràpida, DRM opcional                                                                      |
| MMC                 | Siemens AG, SanDisk         | MMCmicro   | 2005    |                       | Mida molt compacta, més ràpida, DRM opcional                                                  |
| Memory Stick        | Sony/SanDisk                | Standard   | 1998-01 | Memory Stick standard | Memòria fins a 128MB, DRM opcional                                                            |
| Memory Stick        | Sony/SanDisk                | PRO        | 2003-01 |                       | Més ràpida, memòria fins a 4GB (la capacitat màxima és 32GB), DRM opcional                    |
| Memory Stick        | Sony/SanDisk                | PRO Duo    | 2002-06 | Memory Stick PRO Duo  | Mida compacta, DRM opcional                                                                   |
| Memory Stick        | Sony/SanDisk                | PRO-HG Duo | 2007-08 |                       | 60MB/sec maximum performance in Duo package, DRM opcional                                     |
| Memory Stick        | Sony/SanDisk                | Micro (M2) | 2006-02 | Memory Stick Micro    | Mida molt compacta, DRM opcional                                                              |
| Secure Digital      | Panasonic, SanDisk, Toshiba | SD         | 1999-08 | SD                    | -                                                                                             |
| Secure Digital      | Panasonic, SanDisk, Toshiba | miniSD     | 2003    | miniSD                | Mida compacta                                                                                 |
| Secure Digital      | Panasonic, SanDisk, Toshiba | microSD    | 2005    | microSD               | Mida molt compacta                                                                            |
| Secure Digital      | Panasonic, SanDisk, Toshiba | SDHC       | 2006    |                       | Alta capacitat 4 GB - 32 GB, alta velocitat, físicament igual que una SD                      |
| Secure Digital      | Panasonic, SanDisk, Toshiba | miniSDHC   | 2007    |                       | Alta capacitat 4 GB - 32 GB, mida compacta, físicament igual que una miniSD                   |
| Secure Digital      | Panasonic, SanDisk, Toshiba | microSDHC  | 2007    |                       | Alta capacitat 4 GB - 32 GB, mida compacta, físicament igual que una microSD                  |
| xD                  | Olympus, Fujifilm           |            | 2002-07 | xD                    | limitada fins a 512M                                                                          |
| xD                  | Olympus, Fujifilm           | Type M     | 2005    | xD tipus M            | limitada fins a 8G                                                                            |
| xD                  | Olympus, Fujifilm           | Type H     | 2005    | xD tipus H            | Més ràpida, limitada fins a 8G                                                                |
| Memòria USB         | varis                       |            | 2001    |                       | La manca de mida estàndard fa que estiguin millor a dispositius emmagatzematge en lloc d'aquí |